# Portada de la Iglesia de Santiago (Carrión de los Condes)

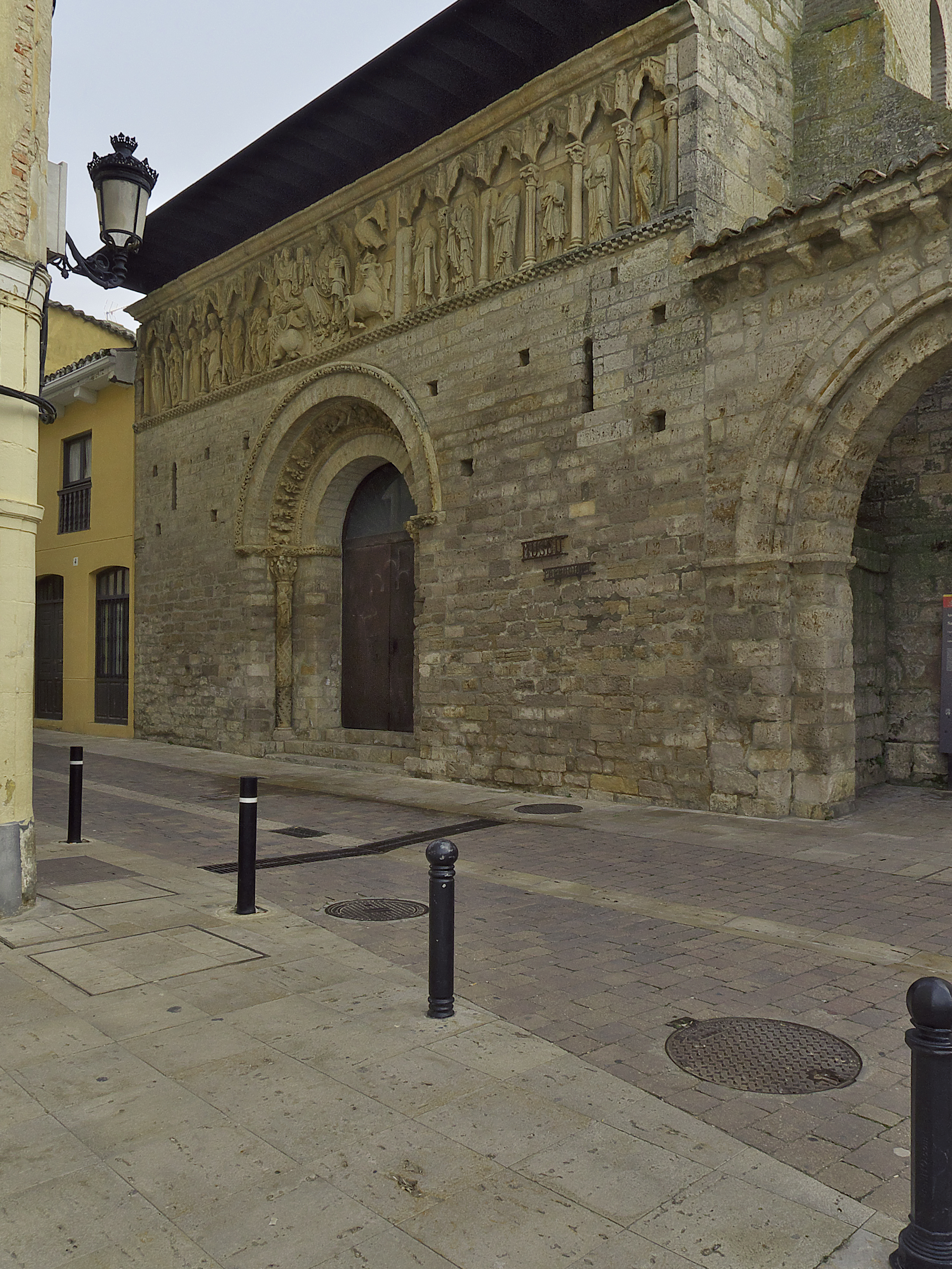
Portada de la iglesia de Santiago de Carrión de los Condes

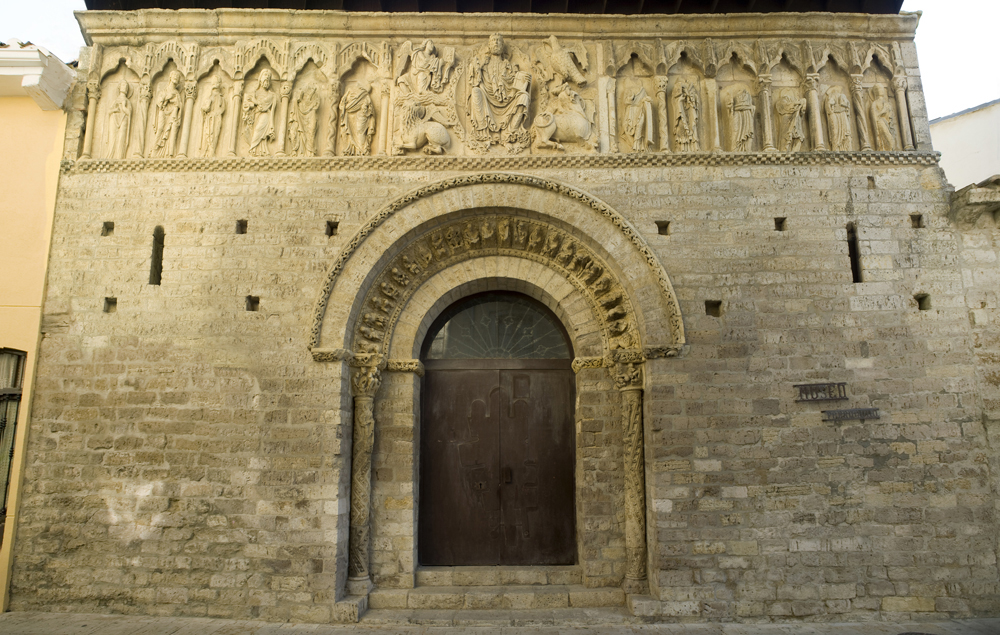
Portada de la iglesia de Santiago de Carrión de los Condes

La portada de la iglesia de Santiago de Carrión de los Condes es obra cumbre de la escultura románica hispana. Son dos las circunstancias que debieron jugar un papel determinante en la creación de la misma: la importancia política de la villa de Carrión y su emplazamiento en el camino de peregrinación a Santiago de Compostela. José María Cuadrado la describió así en 1844:

Los ábsides laterales y algunos capiteles que subsisten, acrecientan el sentimiento de su pérdida. El fuego respetó su fachada bizantina, mal acompañada de una torre de ladrillo ni elegante ni antigua. Las dos columnas de que consta únicamente el portal semicircular, llevan en sus fustes estrías oblicuas sembradas de florones en los intermedios e imágenes en los capiteles: el arquivolto está cuajado de figuras sentadas en ademán de ejercer muchos oficios, algunos de los cuales difíciles de comprender, por su rudeza y por su deterioro. En medio del friso que corre por debajo del alero, aparece la imponente efigie del Salvador, vestido con túnica y manto de ricas guarniciones y rodeado por los místicos emblemas de los cuatro Evangelistas y a los lados se extienden en dos alas los Apóstoles, figuras tiesas amaneradas en los pliegues de sus ropas, deformes y hasta bárbaras si se quiere, en sus proporciones y dibujos y sin embargo, inapreciables para la historia del arte del siglo XI ¡lástima que descabezadas en su mayor parte por vándalos modernos, les falte la expresión contemplativa del semblante, que aumentaría lo rígido de su actitud.
Bellezas y Monumentos de España (1884)

## Cronología
Son múltiples las fechas que se han venido barajando para situar en el tiempo esta fachada. Jacques Lacoste la sitúa entre 1170 y 1180 pero los últimos estudios afirman que debió realizarse en torno a 1160-1170. Sea como fuere, la portada debe entenderse en un contexto de renovación escultórica que se llevó a cabo durante la segunda mitad del siglo XII.

## Descripción
El vano de acceso al templo es de medio punto. Posee una única arquivolta con relieves en disposición radial que apea sobre un par de columnas de fustes zigzagueantes y capiteles historiados. Una línea de imposta con motivos antropomorfos y vegetales entre vástagos enlaza con una chambrana de pámpanos y racimos de vid que cierra el conjunto. Sobre él se alza un magnífico friso que apoya en una imposta taqueada. Lo preside un Pantocrator cobijado en una mandorla y rodeado por el Tetramorfos. A ambos lados de este motivo se extiende el Apostolado bajo arcos trilobulados separados por columnas. Tras ellas representaciones arquitectónicas que deben entenderse como la representación de la Jerusalén Celeste. 
Nos encontramos con una portada que se salta la ortodoxia al carecer de tímpano, siendo reseñable también el peso que adquiere el friso. Mucho se ha discutido sobre su posible inspiración; Moralejo señaló que la arquivolta radial y la ausencia de tímpano, la decoración de la chambrana y la tipología de los cimacios, se vincula a las iglesias del oeste francés, en particular a las de Opitou y Santoge. Gómez Moreno recoge que la disposición de un friso sobre la arquivolta aparece en el Castillo de Loarre, en las Platerías de Santiago, en San Salvador de Leire y en Uncastillo. Sin embargo, siguiendo los principios de la Navaja de Ockham, es posible que el autor de Santiago se inspirase en la vecina iglesia de Santa María del Camino en la misma villa de Carrión.

## Análisis iconográfico

### Arquivolta

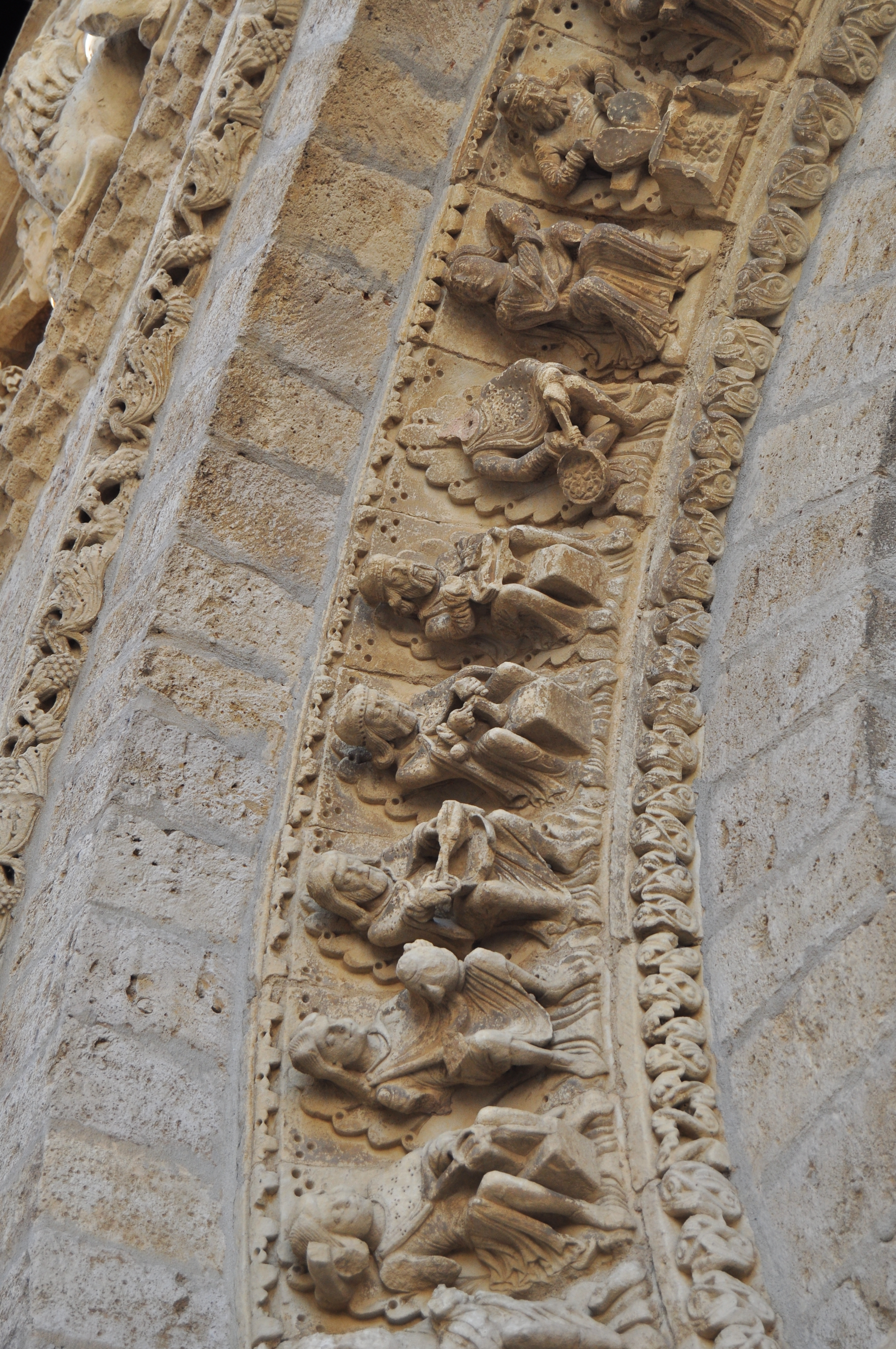
Detalle de la arquivolta de la portada de la iglesia de Santiago de Carrión de los Condes

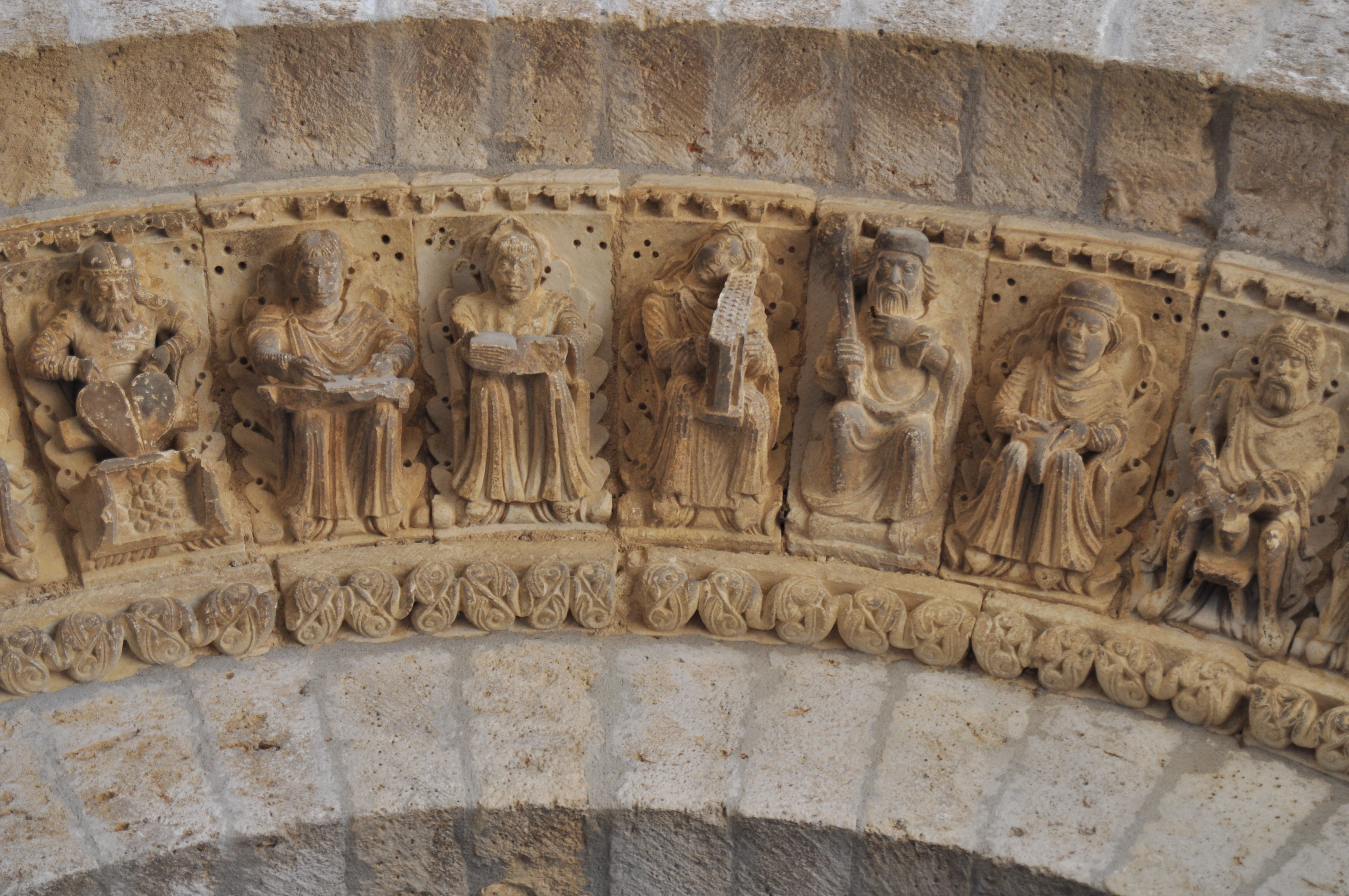
Detalle de la arquivolta de la portada de la iglesia de Santiago de Carrión de los Condes

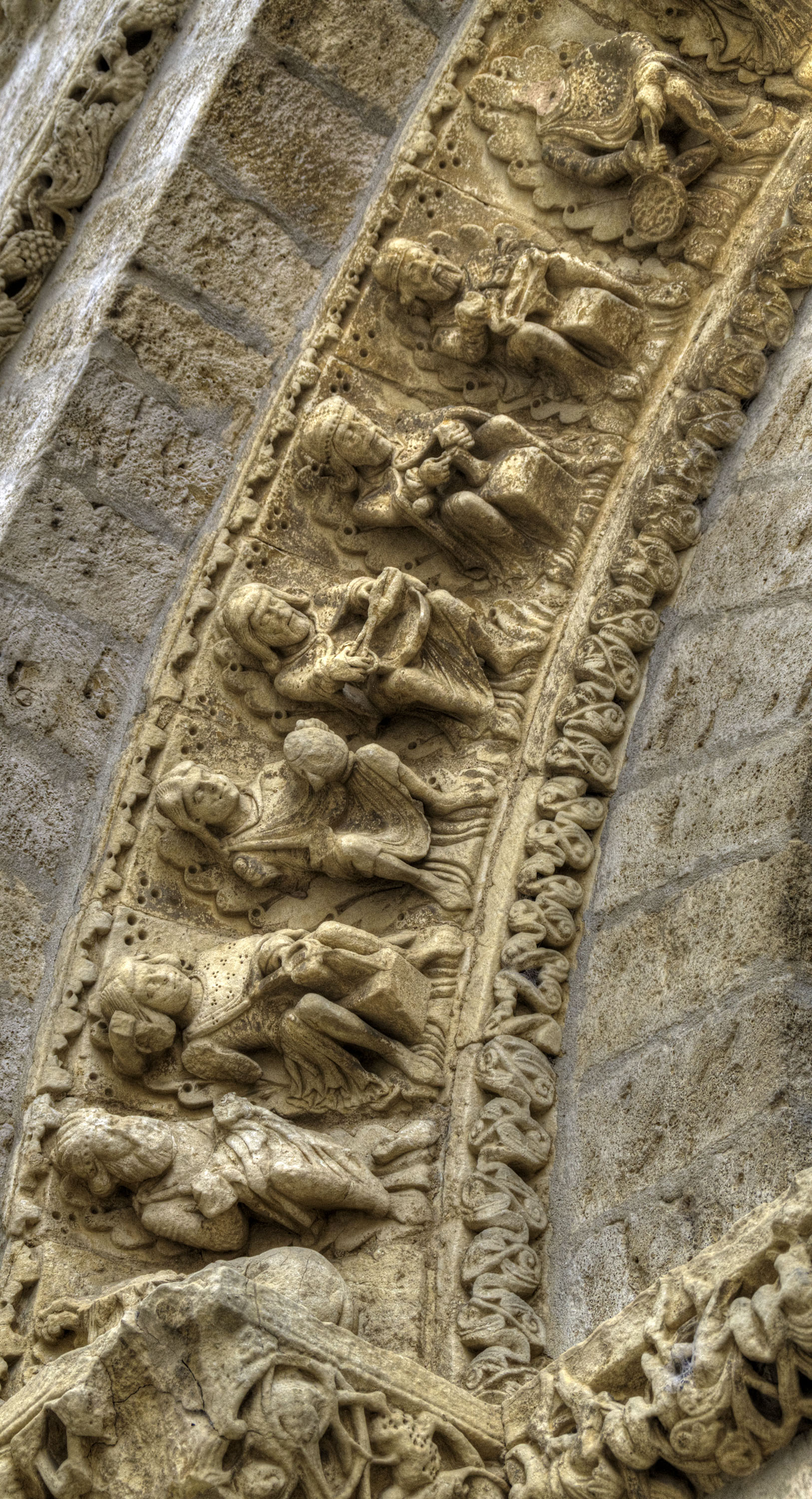
Detalle de la arquivolta de la portada de la iglesia de Santiago de Carrión de los Condes

Iconográficamente, puede que sea la arquivolta el elemento más interesante. Aparecen en ella dispuestos de forma radial veintidós personajes flanqueados por dos leones sobre los salmeres. Siguiendo el análisis de Mariño para aproximarnos a ellos:  
La primera figura, empezando por la izquierda, es un pañero. Un hombre barbado con brial y manto, un bonete gallonado y digna actitud. Como atributo, aún podemos observar restos de una vara de medir en la mano derecha. Las representaciones de este oficio no son infrecuentes en la Edad Media, siendo la vara el elemento decisivo a la hora de aventurar una identificación. 
Las ocho figuras siguientes presentan diversas actividades relacionadas con la acuñación de moneda. El primer personaje, con yunque, troqueles y martillo, se encarga golpear los lingotes de metal resultado de una fundición anterior. El segundo personaje guardaría en su recipiente circular algún producto químico necesario para llevar a cabo el proceso. El tercero recorta con cizallas discos de metal y el cuarto, más elegantemente vestido que los anteriores, parece ser el encargado de acuñar la moneda. La acción del quinto no se puede concretar por la pérdida de los atributos que tenía; aun así, no cabe duda de que sigue el proceso de acuñación. La siguiente figura, con un cazo, presenta el trabajo del fundidor. El séptimo se desmarca de sus compañeros debido a que no realiza ninguna actividad. Sus ropajes elegantes pueden indicarnos que quizás se trate de algún miembro relevante del gremio como el encargado del control de ley o del peso de las monedas. Lacoste afirma que este personaje, el único que no realiza una actividad, incita a sus compañeros, con el gesto de su mano, a que miren a Dios y se alejen de todas las preocupaciones terrenas. El ciclo se completa con otro fundidor que aviva las llamas del horno con barquinos. No existe una representación plástica tan detallada de los procesos que conlleva este oficio en el mundo medieval, tendremos que esperar al siglo XVI para encontrar algo similar. ¿Es posible que el creador del programa conociera de primera mano la técnica de la acuñación? Nada se puede aventurar al respecto, lo que se puede confirmar es que localidades no muy lejanas, Palencia y Sahagún, contaban con el privilegio de acuñar moneda.
El noveno personaje, Mariño y Guinea coinciden, es un escriba que redacta un códice apoyado en sus rodillas. Le sigue un monje, como corrobora su hábito monacal, leyendo códice. Una figura contemplativa que se opone al resto de personajes, no es extraño por tanto su disposición, cercano a la clave del arco; por encima de los practicantes de las artes serviles.  
El undécimo tañe un salterio y, como el anterior, se alza sobre el resto de figuras porque su trabajo no requiere esfuerzo físico. Clásica era la premisa de considerar a la música, junto a la poética, el arte por excelencia fruto de transmisión divina. La interpretación parece definitiva: nos encontramos ante la representación de la música sacra. Aparece este personaje, de sonrisa dulce y soñadora, vestido con elegante brial largo. Incluso parece menos matérico que el resto de personajes de la portada. Lacoste afirmó que esta escultura no era un hombre sino una mujer que, de forma maliciosa, se colocó entre el monje y el próximo personaje: un anciano respetable.
La siguiente figura es un juez con bonete, maza en alto y ceño fruncido que se mesa la barba debiendo aquí entender el gesto como atributo, como advierte Moralejo. Así, este acto es símbolo de arrogancia pero también de meditación. Junto con la maza en alto a modo de cetro, Mariño demuestra como este personaje remite a una figura de autoridad en relación con el mundo legislativo.
A continuación un zapatero sobre un taburete, desbastando la suela de un zapato con un cuchillo.
Las figuras que siguen al zapatero son trabajadores del hierro. Sobre el primero no hay acuerdo, García Guinea señala que seguramente sea un cerrajero. Frago García precisa que en la zona navarro-aragonesa la fabricación de llaves estaba en manos de los claveros no de los cerrajeros. Este personaje viste una saya corta, manto sujeto al hombro como si fuese una clámide y un elegante capillo. Su compañero, cuya figura ha perdido sus atributos, viste de forma similar pero lleva un gorro frigio, no pudiéndose aventurar una identificación, ¿quizás complementaria la de su acompañante? 
Los tres personajes siguientes, no solo no representan oficio alguno sino que se presentan formando una escena: dos hombres, vestidos con saya larga y cofia, se enfrentan con escudo y maza mientras una mujer los contempla cubriéndose parcialmente el rostro. García Guinea vio en esta escena un duelo a modo de ordalía o de Juicio de Dios. Glass interpretó una escena similar en un capitel palentino conservado en Baltimore como una acusación contra la virtud de la mujer, del mismo modo que se recogía en la literatura de época. Y es que el adulterio era ciertamente una de las causas de duelo. 
A continuación aparece otro grupo, esta vez formado por un juglar con brial corto tocando la viola y una bailarina en plena pirueta frenética. Si el personaje del salterio fue identificado con la música sacra, estos personajes serían su alter ego: la música profana
La arquivolta se cierra con la figura de un sastre cosiendo una saya.

### Fustes de las columnas
Los fustes de las columnas muestran talla geométrica y vegetal dispuesta en zigzag. Dos ángeles de cuerpo entero, enfrentados en su tercio superior, tallados en un fino bajorrelieve, sujetan los pliegues de su túnica, portando además, el de la derecha, una filacteria. Quizás inspirados en las obras de Saint-Denis, Coulombs o Platerías, repercutieron en San Miguel de Piasca (Cantabria) y en la capilla tardo románica de Villadiezma (Palencia). Lacoste afirma que por su posición y actitudes deben relacionarse con los ángeles de las jambas del portal central de la fachada occidental de Chartres. Se han entendido como una simplificación formal de las estatuas columnas.    

### Capiteles

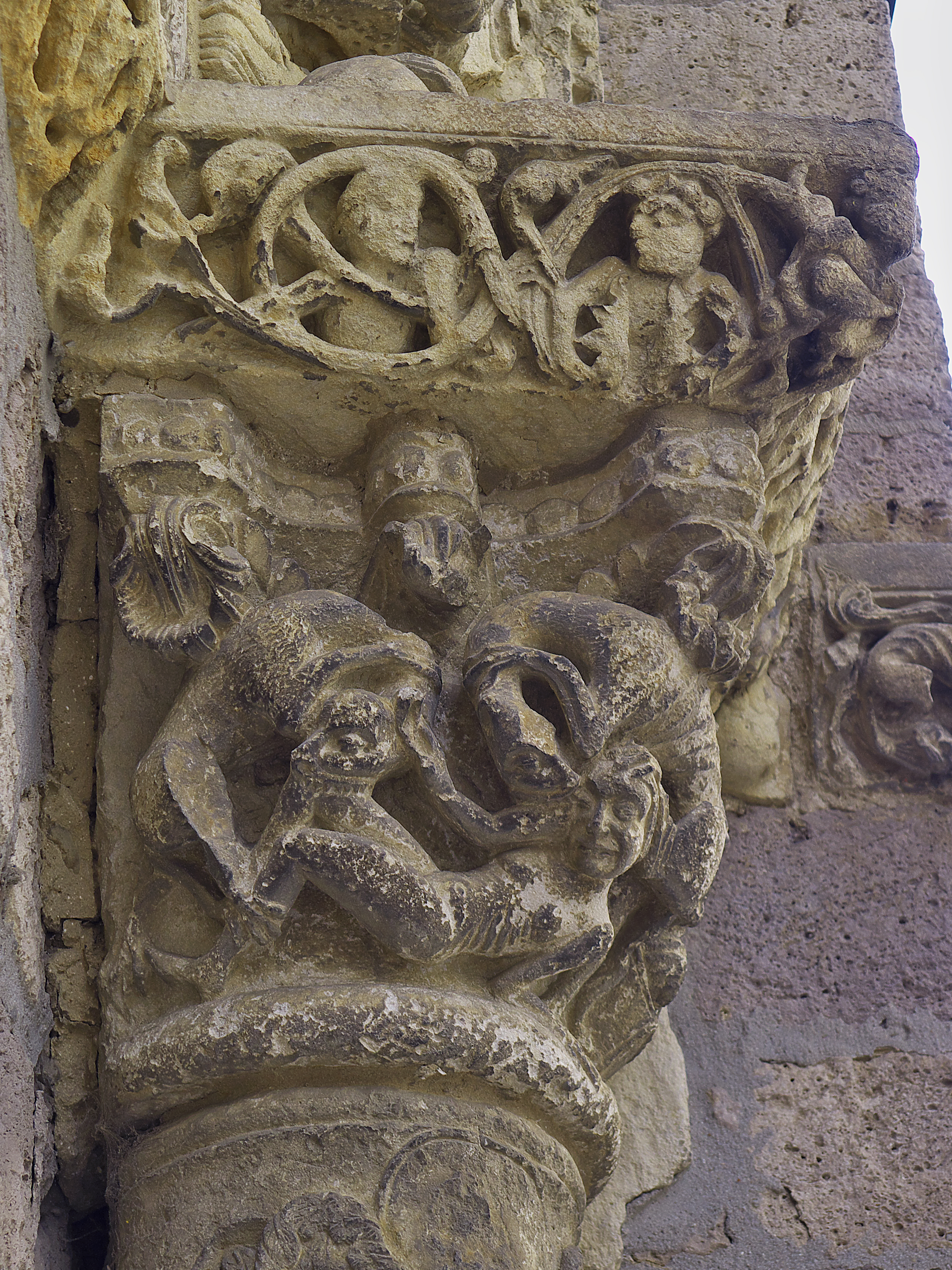
Capitel derecho de la portada de la iglesia de Santiago de Carrión de los Condes

Sobre la interpretación de los capiteles de la portada no hay acuerdo. En lo relativo al capitel de la izquierda se observa, en la cara exterior, a dos figuras con hábito y manto, introduciendo una mano en el prótomo de león con fauces abiertas y con la otra sujetando por la capa a un patético personaje. La cuarta figura, hoy decapitada, tira a este último de los cabellos. En la cara interior del capitel la escena se repite con alguna diferencia pues los personajes laterales introducen las manos en un prótomo de león con las fauces cerradas y el personaje que está entre ellos lleva un libro en sus manos. Glass afirmó que nos encontraríamos ante una Bocca della Verita. Los fieles tendrían que introducir en la boca de la misma las manos y ésta se cerraría en el caso de un juramento en falso. Un motivo poco común, quizás justificable o en relación con la presencia jurídica de la arquivolta. Moralejo y Mariño exponen que estaríamos ante una ordalía relacionada con el adulterio. El personaje saldría mal parado en la cara principal y victorioso en la cara interior del capitel. García Guinea y Lacoste lo interpretan como una escena de salvación donde un elegido se reviste de un hábito de inmortalidad. Las figuras que flanquean al personaje serían, por lo tanto, la Virgen y San Juan. García Guinea, por su parte, afirmó que en este capitel se representaba "el triunfo del alma justa". Por su parte, Castán Lanaspa ha interpretado el tema como un alma pecadora que está siendo transportada a los infiernos por dos personajes diabólicos y lo relaciona con uno de los capiteles de acceso al templo del Monasterio de San Zoilo.
El capitel derecho es más complejo. En la cara interior unos animales carroñeros parecen devorar a un personaje desnudo. Acto seguido el cuerpo es introducido en un sarcófago por un judío, reconocible por su particular bonete. Como ha afirmado Mariño, la escena puede remitirnos al Salmo 22, 21-22: "Libra mi cuello de la espada y mi vida de las garras del perro. Sálvame de la boca del león, salva a este pobre de los toros salvajes" o quizás al Salmo 22, 17-16: "Me rodea una jauría de perros, me asalta una banda de malhechores; taladran mis manos y mis pies y me hunden en el polvo de la muerte”. Gómez Moreno interpretó este capitel como la condena del alma pecadora y, por consiguiente, relacionado con el capitel anterior.

### Friso

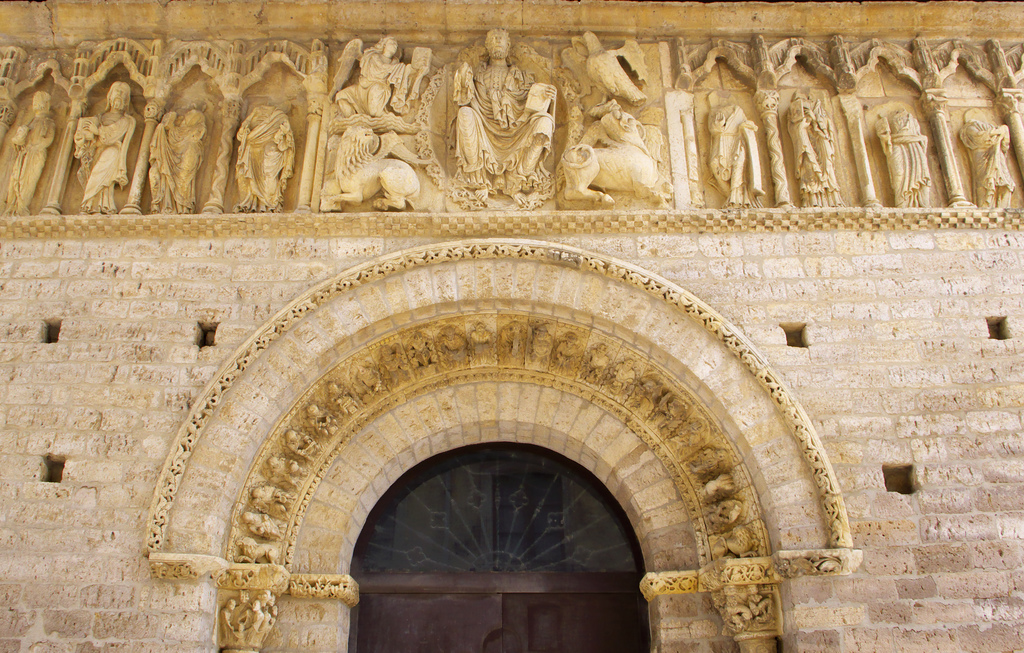
Friso de la portada de la iglesia de Santiago de Carrión de los Condes

La composición del friso está centrada, como no puede ser de otra manera, por un Pantocrátor envuelto en una mandorla de nubes y estrellas, y rodeado por el Tetramorfos. Esta Maiestas Domini presenta a Cristo en actitud de bendecir, portando las Escrituras en la mano izquierda. El Apostolado, muy maltratado, aparece bajo arcos trilobulados y tras ellos la Jerusalén Celeste, siguiendo motivos miniados.  
Frente al ambiente secular desplegado en la arquivolta, el friso se incluye, claramente, en el dominio de lo intemporal. Es la visión de Ezequiel con la Maiestas rodeada de los cuatro vivientes y el Libro como símbolo de la palabra divina. A la teofanía asiste el Colegio Apostólico en calidad de principal testigo. Pero hay en ella también cierto espíritu apocalíptico. En este sentido inciden: el carácter escatológico de los capiteles, la presencia de los ángeles en los fustes de las columnas y el protagonismo del águila de Juan, orientada hacía su majestad y con el rollo como signo de la profundidad del mensaje.

## Análisis formal

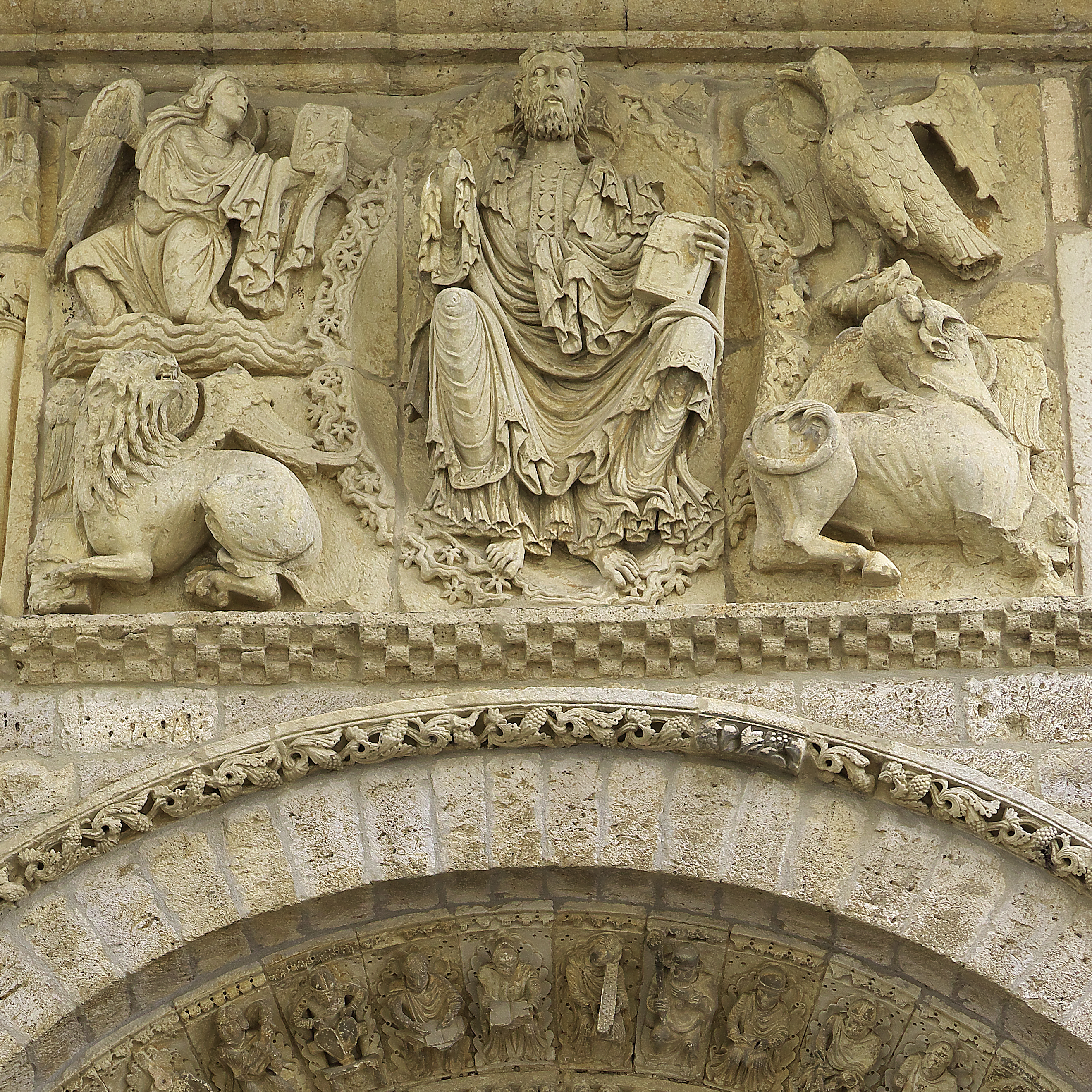
Friso de la portada de la iglesia de Santiago de Carrión de los Condes. Detalle del Pantocrátor y Tetramorfo

Formalmente, son muchas las hipótesis que se han venido barajando a la hora de explicar esta fachada de Carrión. Siguiendo a Lacoste, parece indudable la existencia de un maestro principal responsable de las esculturas de más identidad, él lo denomina “maestro de Carrión de los Condes”. La distinta factura ya fue señalada por Gómez Moreno debiendo sustraer de la acción del artista principal ciertas esculturas del Colegio Apostólico (cuatro o cinco, no se ha llegado a acuerdo) y algunas figurillas de la arquivolta. ¿Qué rasgos practicados por el maestro principal son irrefutables? La profunda calidad de su talla, el absoluto dominio de la técnica y la influencia de la escultura clásica en un contexto de renacimiento de la escultura románica.  
En primer lugar, la influencia de la estatutaria clásica que puede apreciarse en los plegados. Siguiendo a Lacoste, «pliegues organizados siguiendo diagonales que recorren a veces el pecho y sobre todo la parte inferior del cuerpo desde la cintura, un antebrazo o la mano; horizontales que rodean el talle o cascadas de pliegues verticales cayendo desde los hombros sobre los costados de las figuras […] Amplios movimientos de paños describiendo curvas festoneadas ante los cuerpos, los pliegues circulares que acompañan al brazo cuando éste se dobla […] Paños mojados que velan las piernas o, al contrario, gruesos pliegues acanalados que las disimulan, las bandas casi rectilíneas que en algunos casos cubren los torsos, las espesas series de pliegues voluminosos que rodean ampliamente el talle, los pliegues rehundidos en cuchara o los pliegues tubulares de perfil poligonal». También se aprecia en la volumetría, la majestuosidad y la técnica tendente a excavar y horadar. 
¿Cómo llegó a la Península el conocimiento de lo clásico? se pregunta Lacoste. La respuesta se basó en la interpretación del mundo antiguo efectuado por el mundo borgoñón y la sucesiva influencia e interpretación particular de las obras españolas. Así, desde los albores del siglo XII, se había desarrollado en Borgoña una vigorosa corriente escultórica, surgida de las obras de Cluny III, en la que un buen número de sus principales inspiraciones fueron tomadas del arte romano. Ejemplo de lo anterior puede ser la portada de la Madeleine de Vézelay y el tímpano de Anzy-le-Duc. Para Lacoste, el programa que podríamos denominar “de influencias” se vio completado por otros rasgos hispanos, como la escultura monumental de la colegiata de Santillana.
En otro orden de cosas, rasgos formales comunes fueron encontrados por García Guinea, Gómez Moreno y Lacoste entre la fachada carrionesa y el programa escultórico monumental de San Vicente de Ávila. Entre las similitudes encontraríamos los paños mojados, los plegados acanalados verticales, los pliegues en cuchara y en cola de milano, la ligereza de las actitudes, alguna composición como la de los duelistas, las arquerías coronadas por arquitecturas o las decorativas espirales de los acantos.
Retomando de nuevo el discurso de Lacoste, de todos estos datos enunciados se puede deducir que los conjuntos escultóricos de Carrión y San Vicente de Ávila son obras perfectamente contemporáneas, realizadas por artistas sometidos a unas mismas influencias, que marcaron netamente sus concepciones artísticas. Lo que en ningún caso se puede asumir es la identidad entre el maestro que trabajó en Carrión y el maestro que trabajó en Ávila pues si las similitudes son considerables igual de determinantes son las diferencias. La escultura abulense posee menos volumen, no hay la complicación de plegados que se desarrolla en Carrión, hay un mayor naturalismo en las expresiones... En resumen, nos encontraríamos ante dos artistas de excelente calidad, quizás con una formación común y, sin lugar a dudas, con distintos temperamentos. Incasable ha sido la labor de encontrar similitudes formales y compositivas con obras de Chartres, Borgoña y la Provenza. Quizás lo más correcto no sea encontrar la dependencia sino valorar la capacidad de asunción y creación de los artistas que trabajan en Carrión en particular, y en la península en general, hacía la segunda mitad del siglo XII.  
En palabras de Moralejo «Si queremos entender el impacto real de la peregrinación sobre el arte monumental, tenemos que pensar en el Camino no tanto como un cauce o vehículo – lo que es obvio por añadidura – sino como empresa, como quehacer y como institución».